# Molophilus (Molophilus) velvetus
Molophilus (Molophilus) velvetus is een tweevleugelige uit de familie steltmuggen (Limoniidae). De soort komt voor in het Palearctisch gebied.